# Liah O'Prey
Liah O'Prey est une actrice espagnole née le 15 décembre 1999 à Barcelone d'un père irlandais et une mère corse de Pietralba,. Elle a travaillé dans les industries francophones, anglophones et hispanophones.

## Filmographie

### Cinéma
- 2012 : Insensibles : Inès (ado)[4]
- 2014 : Young Ones : Anna[5]
- 2016 : West Coast : Laetitia
- 2017 : Nieve negra : Sabrina (jeune)
- 2018 : Marie Stuart, reine d'Écosse : Mary Livingston[6]
- 2019 : La jauría : Tania
- 2021 : Madame Claude : Virginie[7],[8]
- 2022 : Un hombre de acción : Anne

### Télévision
Séries télévisées
- 2019 : Mortel : Tatiana
- 2020 : The Eddy : Beatrice[9]
- 2021 : Capitaine Marleau : Claire Duret[10]
- 2021 : Domina : Julia[11]
- 2022 : Marie-Antoinette : Yolande de Polignac [12]
- 2022 : Et la montagne fleurira, série d'Éléonore Faucher : Estelle
- 2024 : Capitaine Marleau : Carla

Téléfilms
- 2015 : Un fils : Héloïse
- 2015 : Les Yeux ouverts : Clara